# District de Boulay
1790–1795
Entités précédentes :
- Bailliage de Boulay

Entités suivantes :
- Arrondissement de Metz
- Arrondissement de Boulay

Le district de Boulay est une ancienne division territoriale française du département de la Moselle de 1790 à 1795.
Il était composé des cantons de Boulay, Burtoncourt, Courcelle, Longeville, Maizeroy, Ottonville, Raville (Moselle) et Vry.